# Estación de Oval
Oval es una estación del metro de Londres situada en las proximidades de The Oval, en el barrio de Kennington, municipio de Lambeth, en Londres, Reino Unido.
Inaugurada en 1890, tiene servicios de la Northern Line.